# Feminicídio associado à gravidez
Feminicídio associado à gravidez é uma forma de violência de gênero que envolve o assassinato de uma mulher durante o período de gravidez e até 1 ano após o parto.
A gravidez aumenta a probabilidade de feminicídio. Globalmente, a violência por parceiro íntimo (VPI) precede a maioria dos feminicídios associados à gravidez, sendo os parceiros íntimos masculinos os principais agressores. Nos Estados Unidos, a principal causa de morte para mulheres grávidas e no pós-parto é o feminicídio. As mulheres têm maior probabilidade de serem assassinadas durante a gravidez e o período pós-parto do que de morrer pelas três principais causas obstétricas de morte materna (transtornos hipertensivos, hemorragia e sepse).
O feminicídio associado à gravidez é um campo de estudo em desenvolvimento. Pesquisadores e ativistas estão defendendo a implementação de métodos de intervenção na área da saúde e na política, bem como a padronização da documentação da taxa de incidência, a fim de abordar os fatores sociopolíticos que contribuem para o problema.

## Estatísticas

### Estados Unidos
O feminicídio é a principal causa de morte para mulheres grávidas e no pós-parto. O risco de feminicídio para mulheres grávidas e no pós-parto é 35% maior do que para mulheres não grávidas e que não estão no pós-parto. A partir de 2020, a proporção de feminicídio associado à gravidez era de 5,23 feminicídios por 100.000 nascidos vivos. Isso representa um aumento de 32,4% em relação ao ano anterior, em correspondência com o aumento da VPI desde o início da pandemia de COVID-19. Os feminicídios durante a gravidez representaram 54% desses casos. Mulheres negras corresponderam a 55% dos casos; mulheres brancas, a 30,1%; e mulheres hispânicas e de outros grupos racializados, o restante. Em 45% dos casos, as vítimas tinham menos de 25 anos. Armas de fogo foram responsáveis por 81% dos incidentes. A agressão com objeto cortante e a estrangulamento foram, respectivamente, o segundo e o terceiro método mais comum de homicídio.
Quando os dados sobre a relação entre vítima e agressor estão disponíveis, a maioria dos feminicídios associados à gravidez envolve a precedência de VPI, e quase ⅔ dos casos ocorreram no domicílio. As vítimas femininas de VPI, das quais 1 em cada 6 são abusadas pela primeira vez durante a gravidez, têm 4 vezes mais probabilidade de relatar um aumento na gravidade da violência durante a gravidez do que mulheres abusadas que não estão grávidas. O risco de ser vítima de feminicídio é, portanto, triplicado para mulheres que vivenciam VPI durante a gravidez.

### Global
Embora a pesquisa sobre o feminicídio associado à gravidez se concentre principalmente nos Estados Unidos, estudos emergentes recentes sobre tendências globais corroboram amplamente os achados dos pesquisadores americanos. Globalmente, a gravidez representa um fator de risco significativo na probabilidade de feminicídio. Os parceiros íntimos masculinos compõem a maioria dos agressores, e entre ⅓ a ⅔ dos casos foram precedidos por VPI. Na Argentina, onde as taxas de feminicídio estão em ascensão, o feminicídio por parceiro íntimo é uma das principais causas de morte para mulheres grávidas e no pós-parto.

### Limitações das estatísticas
A razão de mortalidade materna não inclui o feminicídio associado à gravidez. Além disso, os registros de óbitos na maioria dos países não são obrigados a incluir a relação entre vítima e agressor ou o histórico de VPI. Pesquisadores, portanto, sugerem que as taxas de incidência são maiores do que as relatadas devido à falta de padronização na documentação dos feminicídios associados à gravidez.

## Leis e políticas

### Estados Unidos
38 estados americanos possuem leis com penas mais severas se a vítima for assassinada durante a gravidez. A Lei das Vítimas Não Nascidas de Violência de 2004 reconhece o feto como vítima legal de um crime se “ocorrer lesão ou morte fetal durante a prática de um crime violento federal”. Essas leis definem o feto como uma pessoa “para fins de processo criminal contra o infrator” (Conferência Nacional das Legislaturas Estaduais, 2008).
Os Estados Unidos não possuem uma política específica para tratar das vítimas de feminicídio e não oferecem uma definição legal de feminicídio em seu código penal.

### América Latina
A partir de 2022, mudanças de política em 20 países latino-americanos introduziram o feminicídio como um tipo distinto de homicídio. Movimentos feministas latino-americanos estão exigindo legislação adicional que aborde a gravidez como um fator de risco significativo.

## Intervenção

### Saúde

#### Triagem e atendimento de violência por parceiro íntimo
As visitas de cuidados pré-natal e pós-natal representam uma oportunidade para que as pacientes divulguem abusos ou para que os profissionais de saúde identifiquem sinais de alerta de VPI. Pesquisadores, portanto, recomendam a triagem universal para VPI durante as visitas obstétricas, bem como treinamento padronizado e adequado para os obstetras na identificação de VPI e no fornecimento de atendimento em casos de triagem positiva.

#### Disparidade racial
Estudos identificam disparidades raciais estruturais na saúde como contribuintes para a elevada taxa de feminicídio associado à gravidez entre mulheres negras. Devido a preconceitos raciais históricos no sistema de saúde, pacientes negras têm acesso reduzido aos cuidados pré-natais e pós-natais, e podem ter desconfiança dos profissionais de saúde. Consequentemente, elas têm menos oportunidades de relatar VPI durante a gravidez e são menos propensas a fazê-lo durante as visitas obstétricas, diminuindo assim a chance de intervenção precoce. Pesquisadores, portanto, enfatizam a necessidade de combater as desigualdades raciais na saúde, bem como implementar programas de treinamento para os provedores sobre preconceitos raciais, como um método de intervenção significativo.

### Direitos reprodutivos
A falta de acesso a um aborto seguro e legal aumenta o risco de feminicídio associado à gravidez por um parceiro íntimo. O abuso durante uma gravidez anterior é citado por 27,3% das mulheres como um fator influente em sua decisão de realizar um aborto. Pesquisadores nos Estados Unidos alertam que a legislação recente que restringe o acesso ao aborto, como o Texas Heartbeat Act e a revogação de Roe v. Wade em 2022, corre o risco de agravar o número crescente de feminicídios associados à gravidez. Pesquisadores e movimentos feministas, como o Ni una menos, ecoam esses alertas em relação aos direitos reprodutivos das mulheres na América Latina. A implementação e manutenção dos direitos reprodutivos é, portanto, citada como um método crucial de intervenção.

### Controle de armas
Nos Estados Unidos, a probabilidade de homicídio por parceiro íntimo por estado corresponde aos níveis estaduais de posse de armas, e armas de fogo são a principal arma nos feminicídios associados à gravidez. Pesquisadores, portanto, identificam leis mais rigorosas de controle de armas, especificamente nos Estados Unidos, como uma intervenção necessária.

### Política e documentação padronizada
Pesquisadores recomendam a adoção universal de caixas de seleção para gravidez e histórico de VPI em registros de óbitos por homicídio, assim como a inclusão do feminicídio associado à gravidez nas análises de mortalidade materna. Eles afirmam que a documentação precisa e eficiente das taxas de incidência aumenta a eficácia na prevenção.

## Casos notáveis

### Estados Unidos
Laci Peterson (1975–2002) foi assassinada em 24 de dezembro de 2002 enquanto estava grávida de 7 meses. O marido de Laci, Scott Peterson, foi condenado em 2004 por assassinato em primeiro grau por sua morte e por assassinato em segundo grau pela morte de seu filho não nascido, Conner. O título alternativo da Lei das Vítimas Não Nascidas de Violência de 2004 é a Lei Laci e Conner. O lançamento da série documental da Netflix Assassinato Americano: Laci Peterson em 14 de agosto de 2024 e da série documental da Peacock Rosto a Rosto com Scott Peterson em 20 de agosto de 2024 geraram renovada atenção pública para o caso.

### Argentina
Chiara Páez (2001–2015) foi espancada até a morte em maio de 2015 durante o primeiro trimestre de sua gravidez. Seu namorado, Manuel Mansilla, foi condenado por seu assassinato em setembro de 2017. A família de Chiara sustenta que o motivo de Manuel foi sua gravidez indesejada. O assassinato de Chiara desencadeou a formação do movimento Ni una menos na Argentina, que depois se espalhou para outros países da América Latina. As elevadas taxas de feminicídio e violência contra as mulheres na América Latina, bem como a descriminalização e legalização do aborto, estão entre as questões centrais abordadas pelo movimento.